# Iota Tauri
Iota Tauri (ι Tau, ι Tauri) è un sistema stellare binario situato nella costellazione del Toro. La sua distanza dal sistema solare è stimata sui 177 anni luce.
Entrambe le componenti del sistema sarebbero stelle bianche di sequenza principale e appartengono all'ammasso aperto delle Iadi.

## Osservazione
Iota Tauri è situata nell'emisfero boreale celeste; grazie alla sua posizione non fortemente boreale, può essere osservata dalla gran parte delle regioni della Terra, sebbene gli osservatori dell'emisfero nord siano più avvantaggiati. Nei pressi del circolo polare artico appare circumpolare, mentre resta sempre invisibile solo in prossimità dell'Antartide. Il periodo migliore per la sua osservazione nel cielo serale ricade nei mesi compresi fra fine ottobre e aprile; da entrambi gli emisferi il periodo di visibilità rimane indicativamente lo stesso, grazie alla posizione della stella non lontana dall'equatore celeste.
Con una magnitudine pari a 4,6, può essere scorta solo con un cielo sufficientemente libero dagli effetti dell'inquinamento luminoso. Si tratta di una stella doppia, le cui componenti sono separate da 0,1 arcsec e non sono risolvibili se non utilizzando strumentazione osservativa professionale.
La stella ha un moto proprio relativamente elevato, pari in modulo a 78,86 mas/anno, coerente con quello degli altri membri dell'ammasso aperto delle Iadi.

## Sistema stellare
Iota Tauri è un sistema multiplo costituito da almeno due componenti, non ben caratterizzato. Il Washington Double Star Catalog riporta che le due componenti avrebbero la stessa magnitudine e sarebbero separate da 0,1 arcsec. Uno studio successivo riporta una separazione di 0,4 arcsec.

## Caratteristiche fisiche
Entrambe le componenti del sistema sarebbero stelle bianche di sequenza principale, classificate come A7V.
In letteratura, per la componente principale viene indicata una magnitudine assoluta di +1,00, una massa pari a 2,22 M⊙, dimensioni pari a 2,6 volte quelle solari e una luminosità pari a 36 luminosità solari. La temperatura della fotosfera della stella è stimata in 8054 K, mentre la sua metallicità [Fe/H] è di +0,15, ovvero pari al 141% di quella solare. L'età del sistema è stimata sui 717 milione di anni.
Con una parallasse determinata mediante Gaia in 18,3851 ± 0,1772 mas, la distanza dal sistema solare può essere calcolata in 54,39 parsec (177,4 al). Avendo una velocità radiale positiva, le due stelle si stanno ulteriormente allontanando dal sistema solare.